# 長谷川初音

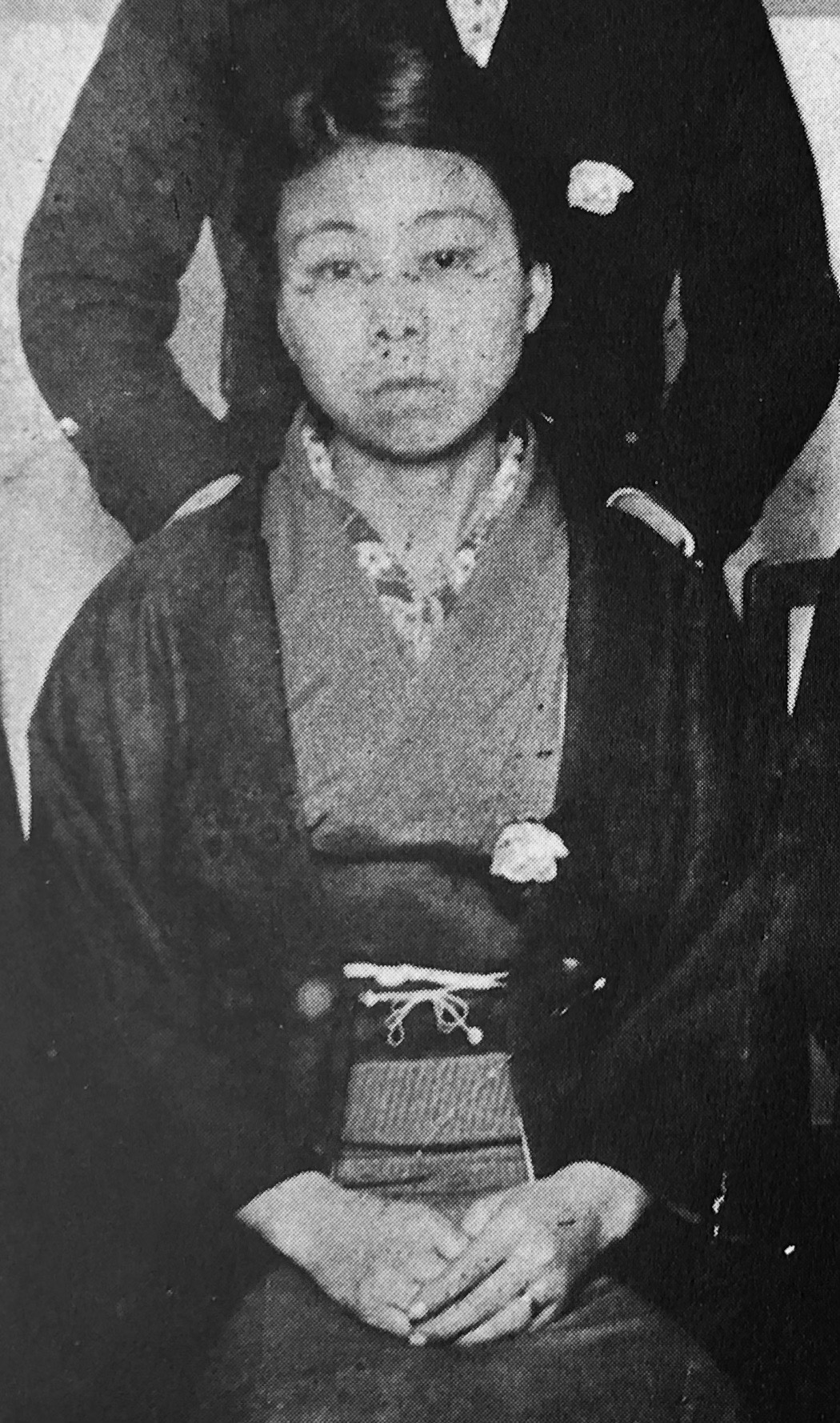
長谷川初音（1920年）

長谷川 初音（はせがわ はつね、1890年（明治23年）5月15日 - 1979年（昭和54年）2月18日）は、日本組合基督教会の最初の女性牧師であり、讃美歌作家でもある。

## 人物・来歴
1890年（明治23年）に長崎県平戸に生まれる。1915年（大正4年）に東京女子高等師範学校文科を卒業し、音楽科の無試験検定を取り、27年間学校教育に従事する。特に、神戸女学院で宗教主事を永く務めた。
牧師になるために、日本組合基督教会に嘆願書を提出したが、2回も却下された。1935年（昭和10年）にようやく受理され、牧師試験に合格する。そして、按手礼を受けた。
1926年（大正15年）に芦屋打出教会を設立する。1949年（昭和24年）に芦屋浜教会を設立する。1963年（昭和38年）に香櫨園教会を設立する。初代牧師は古河治牧師。また、六甲キリスト教会も設立する。

## 著書
- 『母への感謝と要求 女学生達の赤裸々な声』日曜世界社、1931年11月。 NCID BN15313151。
- 『生活転向実話 オックスフオードグループ運動紹介』日曜世界社、1933年12月。 NCID BA36930256。全国書誌番号:47004541。
- 『随筆ボロ哲学』日曜世界社、1936年。 NCID BN07314068。
- 『いろは育児漫談』芦屋打出教会出版部、1950年3月。 NCID BA36223929。
  - 『いろは育児漫談』（改訂版）日本基督教団出版部、1955年。全国書誌番号:56001843。
- 『結婚と家庭 問題あれこれ』日本基督教団出版部〈生活シリーズ 1〉、1952年11月。 NCID BA41878701。
- 『イスラエルの起り 創造より建国まで』新教出版社、1953年。 NCID BN13612275。全国書誌番号:54001243。
- 『いちじく 牧師の手記』日本基督教団芦屋浜教会文書伝道部、1959年3月。 NCID BN09868719。全国書誌番号:60005031。
- 『キリスト教案内』日本基督教団出版部〈女性と生活シリーズ〉、1959年。 NCID BN12704447。全国書誌番号:60011618。
- 『スウィート ホーム』日本基督教団芦屋浜教会文書伝道部、1962年2月。 NCID BA64800306。
- 『エパタ 聖朝の会話』キリスト新聞社、1967年2月。 NCID BN15223718。
- 『ごまめの歯ぎしり みことばとことわざ』六甲キリスト教会文書伝道部、1968年7月。 NCID BA60807904。
  - 『ごまめの歯ぎしり みことばとことわざ』（再版）六甲キリスト教会文書伝道部、1969年7月。 NCID BA83562216。
  - 『ごまめの歯ぎしり みことばとことわざ』（3版）六甲キリスト教会文書伝道部、1969年8月。 NCID BA42020380。
- 『漱石作品中の女性像』長谷川初音、1976年。 NCID BA64496431。

## 作詞
- 『ほがらかに』(青年讃美歌:1941)